# ليندا غارسيا
ليندا غارسيا (بالإنجليزية: Linda Garcia)‏ هي عاملة اجتماعية وعالمة بيئة أمريكية، ولدت في عقد 1970.